# Angélica de Almeida
Angélica de Almeida (Itapeva, 25 de março de 1965) é uma maratonista aposentada brasileira, que venceu a edição de 1986 da Maratona de Buenos Aires. No Campeonato Sul-Americano de Atletismo de 1987, ela venceu a prova dos 10000 metros. Também representou o Brasil na maratona feminina nos Jogos Olímpicos de Verão de 1988 em Seul, Coreia do Sul, terminando em 44.º lugar.

## Conquistas
- Todos os resultados relativos à maratona, salvo indicação em contrário

| Ano                  | Competição               | Sede                    | Classificação        | Tempo                | Notas                  |
| Representando Brasil | Representando Brasil     | Representando Brasil    | Representando Brasil | Representando Brasil | Representando Brasil   |
| -------------------- | ------------------------ | ----------------------- | -------------------- | -------------------- | ---------------------- |
| 1986                 | Maratona de Buenos Aires | Buenos Aires, Argentina | 1.º                  | 2:54:47              |                        |
| 1987                 | Campeonato Sul-Americano | São Paulo, Brasil       | 1.º                  | 34:59.2              | Prova dos 10000 metros |
| 1987                 | Campeonato Mundial       | Roma, Itália            | –                    | N/A                  |                        |
| 1988                 | Jogos Olímpicos          | Seoul, Coreia do Sul    | 44.º                 | 2:43:40              |                        |